# Karim Mouzaoui
Karim Mouzaoui (arabe : كريم موزاوي ; né le 20 novembre 1975 à Bitche, Moselle, en France) est un footballeur franco-algérien.

## Biographie
Karim Mouzaoui est né le 20 novembre 1975 à Bitche, en Moselle, dans l'est de la France. Adolescent, il joue d'abord aux Sports Réunis Haguenau puis au RC Strasbourg, où il fait sa première apparition professionnelle en 1997. Il est prêté une saison à Laval et à partir de 1999, il part en Grèce. Il a joué chez Apollon Kalamaria et Panionios. Puis il part deux saisons à Chypre, à Apollon Limassol et revient en Grèce, à Kalamaria. Les équipes suivantes pour lesquelles il a joué étaient Veria, Pierikos et à partir de 2009 Thermaikos Thermis.

## Carrière
| Club             | Saison              | Championnat                 | Championnat | Championnat | Championnat | Réserve | Réserve | Autres (amic.) | Autres (amic.) |
| Club             | Saison              | Compét.                     | M.          | B.          | P.          | M.      | B.      | M.             | B.             |
| ---------------- | ------------------- | --------------------------- | ----------- | ----------- | ----------- | ------- | ------- | -------------- | -------------- |
| Haguenau         | 1996/1997           | National 2                  | 18          | 4           |             |         |         |                |                |
| RC Strasbourg    | 1997/1998           | Division 1                  | 2           | 0           | 0           | 26      | 10      | 3              | 0              |
| RC Strasbourg    | 1998/1999           | Division 1                  |             |             |             | 1       | 0       | 4              | 3              |
| Laval (prêt)     | 1998/1999 (août)    | Division 2                  | 29          | 3           |             |         |         |                |                |
| Kalamaria (prêt) | 1999/2000           | Beta Ethniki                | 29          | 17          |             |         |         |                |                |
| Kalamaria        | 2000/2001           | Beta Ethniki                | 25          | 13          |             |         |         |                |                |
| Panionios        | 2001/2002           | Alpha Ethniki               | 24          | 10          |             |         |         |                |                |
| Panionios        | 2002/2003           | Alpha Ethniki               | 13          | 0           |             |         |         |                |                |
| Apollon Limassol | 2003/2004           | Ligue Marfin Laiki          | 13          | 5           |             |         |         |                |                |
| Apollon Limassol | 2004/2005           | Ligue Marfin Laiki          |             |             |             |         |         |                |                |
| Kalamaria        | 2004/2005           | Alpha Ethniki               |             |             |             |         |         |                |                |
| Kalamaria        | 2005/2006           | Alpha Ethniki               | 23          | 2           |             |         |         |                |                |
| Veroia           | 2006/2007           | Beta Ethniki                |             |             |             |         |         |                |                |
| Veroia           | 2007/2008           | Super League Ellada         | 5           | 0           |             |         |         |                |                |
| Pierikos         | 2007/2008 (janvier) | Beta Ethniki                |             | 2           |             |         |         |                |                |
| Haguenau         | 2009/2010           | Division d'Honneur (Alsace) |             |             |             |         |         |                |                |